# Епізоди: Не перемикайтесь!
«Епізоди: Не перемикайтесь» — український документальний фільм 2024 року студії KNIFE! Films про українське телебачення 2000-х. Цей фільм є частиною серії «Епізоди: Історії незалежної України». Прем'єра в Україні відбулася 10 червня 2024 року.

## Сюжет
Іще до появи рейтинговий світових телевізійних шоу телебачення України не мало грошей на міжнародні формати, тому, щоб утримати увагу глядача, працівники телебачення буквально «на ходу» вигадували нові програми, і так народжувалися культові шоу, які дали Україні зірок, що стали символами цілої епохи. Це історія про різнобарвне й автентичне українське телебачення 2000-х, його спадок та причини змін. У фільмі згадуються такі відомі телеведучі, як: Ігор Кондратюк, співак Кузьма Скрябін та Ігор Пелих.

## Знімальна група
- Режисер: Артем Григорян
- Продюсер: Максим Сердюк
- Сценаристи: Вадим Переверзєв, Артем Григорян
- Оператор-постановник: Ілля Михайлусь
- Композитори: Михайло Клименко, Максим Сікаленко
- Звукорежисери: Дмитро Олексюк
- Режисер монтажу: Артем Григорян
- Оператори: Олександр Блєдних, Борис Борисов, Олексій Лєсков, Костянтин Посвалюк, Андрій Новак
- Лінійний продюсер: Максим Іщенко
- Продюсерка постпродакшену: Ксенія Шубеляк
- Супервайзери візуальних ефектів: Ігор Дабічев, Максим Булавський, Олег Скляренко